# Бабинец (заказник)
Бабине́ц — биологический заказник республиканского значения, созданный в 1979 году для сохранения мест массового произрастания клюквы в естественных условиях. Заказник находится на территории Октябрьского района Гомельской области Белоруссии. В 2007 году заказнику был присвоен статус «республиканского».

## Описание
Заказник, общей площадью 8,307 км², расположен на торфяном болоте Порослище. Почвы в основном заболоченные и дерново-подзолистые. Преобладающий рельеф равнинно-террасированный, местами вторичный водно-ледниковый, на границах заказника — холмистый. В данной местности на заболоченных участках образуются бассейны рек Птичь и Тремля с их притоками. В течение года на территории заказника выпадает 662 мм атмосферных осадков. Широко распространены сосновые и сосново-кустарниковые типы растительности. Основные лесообразующие породы: сосна, ель, дуб. Помимо клюквы, здесь растут также лекарственные растения черника, голубика, брусника и малина. В границах заказника обитают два вида редких птиц: чёрный аист и серый журавль, и редкий вид животного — барсук.

## Использование
Заказник является объектом экологического туризма. Для туристов проводятся экскурсии по территории, организовывается отдых на природе, оборудована экологическая тропа. На территории заказника в строго установленные сроки разрешена охота. Из дикорастущих растений можно собирать клюкву.